# Dimmi la verità (programma televisivo)
Dimmi la verità è stato un programma televisivo italiano di genere game show, andato in onda in prima serata su Rai 1 nel 2008 e nel 2009 con la conduzione di Caterina Balivo.

## Il programma
Il programma consisteva in un gioco che si poneva l'obiettivo di far dire la verità ad ognuno dei componenti delle coppie del mondo dello spettacolo in gara e si divideva in quattro manches:
- T'amo e t'odio: i membri della coppia, posti l'uno di fronte all'altro, si devono dire cosa non sopportano l'uno dell'altro.
- Spettacolo: la coppia si esibisce in una performance di spettacolo (canora o di ballo).
- Affinità: la conduttrice pone una stessa domanda a tutti a due (l'uno non sente le risposte dell'altro) e in base alle risposte date si misura l'affinità della coppia.
- Macchina della verità: un componente della coppia (generalmente il più famoso dei due) viene sottoposto alla macchina della verità guidata dal professore José A. Fernandez de Landa (utilizzata dalla CIA per le indagini con il 99% di attendibilità)[1], vengono poste delle domande e in base al responso della macchina si scopre se sta dicendo il vero o il falso.

Vinceva la puntata la coppia che più era riuscita nell'intento di dirsi la verità reciprocamente.
Nella prima edizione, la location dello show era Cinecittà Studios. Nella seconda edizione, lo Show si è svolto presso gli Studi Voxson di Roma.
La sigla del programma era il ritornello della canzone Cuore matto di Little Tony.

## Prima edizione
| Puntata | Coppia vincitrice                     | Coppia 2                                  | Coppia 3                              | Coppia 4                              | Coppia 5                              |
| ------- | ------------------------------------- | ----------------------------------------- | ------------------------------------- | ------------------------------------- | ------------------------------------- |
| 1       | Marco Columbro e la compagna Stefania | Andrea Roncato e la compagna Alessandra   | Angela Melillo e il marito Ezio       | Licia Colò e il marito Alessandro     | Kristian Ghedina e la moglie Stefania |
| 2       | Iva Zanicchi e il compagno Fausto     | Corrado Tedeschi e la compagna Anna Maria | Stefania Orlando e il compagno Simone | Vincenzo Cantatore e la moglie Simona | Sandra Milo e il marito Franco        |
| 3       | Carmen Russo ed Enzo Paolo Turchi     | Miriana Trevisan e Pago                   | Franco Oppini ed Ada Alberti          | Fabio Testi ed Emanuela Tittocchia    | —                                     |

### Ascolti
| Puntata | Messa in onda  | Telespettatori | Share  |
| ------- | -------------- | -------------- | ------ |
| 1       | 10 maggio 2008 | 3.977.000      | 21,84% |
| 2       | 17 maggio 2008 | 3.764.000      | 19,46% |
| 3       | 31 maggio 2008 | 3.901.000      | 22,91% |

## Seconda edizione
| Puntata | Coppia vincitrice                             | Coppia 2                                 | Coppia 3                                  | Coppia 4                                  | Coppia 5                                        |
| ------- | --------------------------------------------- | ---------------------------------------- | ----------------------------------------- | ----------------------------------------- | ----------------------------------------------- |
| 1       | Ricky Tognazzi e Simona Izzo                  | Pamela Camassa e Filippo Bisciglia       | Giancarlo Fisichella e la compagna Luna   | Monica Scattini e Roberto Brunetti        | —                                               |
| 2       | Adriano Pappalardo e la moglie Lisa           | Marina Ripa di Meana e il marito Carlo   | Paolo Conticini e la compagna Giada Parra | Stefano Masciarelli e la compagna Tatiana | Leonardo Tumiotto e Veridiana Mallmann          |
| 3       | Remo Girone e la moglie Victoria              | Patrizia Pellegrino e il marito Stefano  | Enrico Mutti e la compagna Manuela        | Lory Del Santo e Rocco Pietrantonio       | Donatella Rettore e il marito Claudio           |
| 4       | Antonio Rossi e la moglie Lucia               | Tina Cipollari e il marito Kikò          | Daniel McVicar e la compagna Virginia     | Edoardo Vianello e la moglie Frida        | Linda Batista e il compagno Peter               |
| 5       | Annalisa Minetti e il marito Gennaro Esposito | Costantino Vitagliano e Linda Santaguida | Nadia Rinaldi e il compagno Francesco     | Stefano Tacconi e la moglie Laura         | Éva Henger e il compagno Massimiliano Caroletti |

### Ascolti
| Puntata | Messa in onda    | Telespettatori | Share  |
| ------- | ---------------- | -------------- | ------ |
| 1       | 13 gennaio 2009  | 4.317.000      | 16,46% |
| 2       | 20 gennaio 2009  | 4.449.000      | 17,67% |
| 3       | 27 gennaio 2009  | 4.501.000      | 17,41% |
| 4       | 3 febbraio 2009  | 5.404.000      | 20,48% |
| 5       | 11 febbraio 2009 | 6.046.000      | 22,64% |